# Murina ussuriensis
Murina ussuriensis es una especie de murciélago de la familia Vespertilionidae.

## Distribución geográfica
Se encuentra en Japón Corea y Rusia.